# Арсенал
Арсенал представља складиште оружја и остале ратне опреме, као и место за поправку бродова и оружја.
Реч арсенал потиче од француске arsenal или италијанске речи arsenale што у преводу значи „производна радња”.